# Forsvundne danskere
Forsvundne danskere var et DR-produceret tv-program, der som navnet antyder, handlede om danskere, der af forskellige årsager var forsvundet og meldt savnet. Mogens Rasmussen (1953-2007) var vært i de første programserier, der begyndte i 1991. Programmet anlagde en mystisk stemning, bakket op af titelmelodien "Irish Boy" af Mark Knopfler. Der blev fokuseret på ubesvarede spørgsmål, den forsvundnes tidligere liv og mulige motiver, og ofte også modstridende udsagn og oplysninger fra vidner.
En del af fascinationen ved programmet blev beskrevet således: "Det handlede ikke kun om jagten på den forsvundne person – det handlede også om at give et billede af det liv, hun var forsvundet fra. Og den slags er tankevækkende. Det får én til at overveje, hvor mange mennesker, der mon går rundt derude og kun er den sidste tøven fra at stikke af fra det hele". Eller lidt mere kritisk: "Der er et eller andet mærkeligt ved ’Forsvundne Danskeres’ cocktail af følelsesporno, sydens sol og mystik. Måske skulle man overveje at hjælpe folk med at flygte i stedet for at opspore dem".
En del af de forsvundne personer var blevet væk på rejser i udlandet, hvor de havde været udsat for ulykker, rovmord eller andet lignende overfald. I andre tilfælde var der mistanker om en planlagt forsvinding, der så muligvis endte galt. I modsætning til f.eks. programmet Sporløs var det ikke altid at den savnede blev fundet. Programmet endte i en del tilfælde med, at måtte melde pas til eftersøgningen. I nogle tilfælde er sagen opklaret senere, til dels på grund af den omtale programmet havde givet.
En rød tråd var flere gange, at de forsvundne havde haft stress eller var frustrerede over deres liv i Danmark, og havde valgt at "sige farvel" for at starte en ny tilværelse et andet sted. I andre sager, hvor der var sket ulykker eller rovmord, var der også fokus på den manglende indsats fra angiveligt inkompetente lokale myndigheder.
Programmet tog undervejs kendte sager op, som fx tidl. ambassadør Vagn Hoelgaards forsvinding nær hans hjem i Spanien i 1988, og brugsuddeler Svend Mortensens forsvinding under en vandretur på Mallorca i 1989 (ingen af disse forsvindinger blev opklaret).
Blandt sager der blev opklaret i programmet, var sagen om Niels Ebbe Tøgern, der forsvandt i Nepal i 1981. Her blev det i et program i 1999 - 18 år efter - fastslået, at han havde begået selvmord i 1981. Ved en fejl havde de lokale myndigheder ikke orienteret den danske konsul, selvom Niels Ebbe Tøgern i et afskedsbrev havde skrevet, at han var dansker.
En del af programmerne fra den oprindelige programserie kunne ses på DR Bonanza. Programmet kørte i en fornyet udgave i 2005 med Christian Gundtoft som vært, og 2009-10 med Jacob Kragelund som vært.